# 冯元桢
冯元桢（1919年9月15日—2019年12月15日），江苏武进人，生物工程学家、生物力学家，生物力学的创始人，生物医学工程的奠基人。被称为“生物工程之父”。

## 生平
1934年毕业于北京四中。1937年毕业于苏州中学高中部，考入国立中央大学航空工程系，1941年获学士学位并留校任教，同时攻读研究生，1943年毕业获硕士学位。毕业后即赴美加州理工学院留学，1948年获博士学位。先后任加州理工学院、加州大学圣地亚哥分校教授。加州大學華裔學者協會理事會創會理事兼顾问团主席。
他在生物力学、航空工程、连续介质力学等领域有重要成就。曾出任世界生物力学组织主席、美国生物医学工程学会主席等职。美国国家科学院院士、美国国家工程院院士、美国国家医学院院士、中華民國中央研究院第七屆（工程科學組）院士、中国科学院外籍院士。曾获美国“百年大奖”、美国国家工程院“奠基者奖”等多个奖项。在中国获南京大学世纪校友学术成就金质奖章。2000年获美国科学最高荣誉“美国国家科学奖章”，为获此荣誉的第一位生物工程学家。2002年，获国立中央大学名誉工学博士。 2003年，获国立成功大学名誉博士。2007年，获拉斯奖。
小行星210434以他的名字命名。